# Orihivka, Starokosteantîniv
Orihivka (în ucraineană Оріхівка) este un sat în comuna Velîkîi Cerneatîn din raionul Starokosteantîniv, regiunea Hmelnîțkîi, Ucraina.

## Demografie
Componența lingvistică a localității Orihivka
     Ucraineană (99,6%)
     Alte limbi (0,4%)
Conform recensământului din 2001, majoritatea populației localității Orihivka era vorbitoare de ucraineană (99,6%), existând în minoritate și vorbitori de alte limbi.